# Grignard-reagens

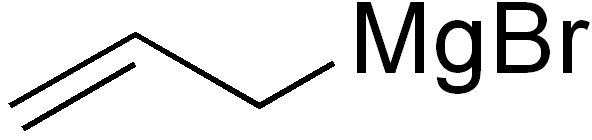
Structuurformule van allylmagnesiumbromide, een voorbeeld van een grignard-reagens.

De grignard-reagentia vormen een groep van organomagnesiumverbindingen en behoren meer specifiek tot de subgroep ervan, namelijk de organomagnesiumhalogeniden. Zij hebben als algemene brutoformule RMgX. Hierbij stelt R een alkyl- of arylgroep voor en X een halogeen (meestal chloor, broom of jood). De grignard-reagentia worden hoofdzakelijk ingezet in de grignard-reactie, maar kennen ook andere toepassingen.

## Binding
De binding tussen koolstof en een halogeen kan in veel gevallen worden geconverteerd in een koolstof-metaalbinding. Bij het grignard-reagens betreft dit altijd een koolstof-magnesiumbinding. In alle gevallen resulteert het in de vorming van een organometaalverbinding. Omdat het metaal minder elektronegatief is dan de koolstof, zorgt dit ervoor dat de binding zo gepolariseerd is dat het koolstofatoom, dat rechtstreeks aan het metaal gebonden is, zich als nucleofiel gedraagt. De halogenen zijn elektronegatiever dan koolstof, in het uitgangshalogenide gedraagt het direct aan het halogeen gebonden koolstof zich als elektrofiel. Het proces waarbij koolstof van polarisatie verandert door een bepaalde reactie wordt umpolung genoemd.

## Synthese
Grignard-reagentia worden bereid door een organisch halogenide te laten reageren met magnesium in een droge ether als oplosmiddel, zoals di-ethylether, THF of MTBE:
{\displaystyle \mathrm {RX\ +\ Mg\longrightarrow \ RMgX} }
Een kleine hoeveelheid di-jood, dibroom, joodmethaan of 1,2-dibroomethaan moet worden toegevoegd om de magnesium te activeren:
{\displaystyle \mathrm {Mg\ +\ C_{2}H_{4}Br_{2}\longrightarrow \ C_{2}H_{4}\ +\ MgBr_{2}} }
De activering van het magnesium kan hierbij worden waargenomen wanneer belletjes van etheen in het reactiemengsel te zien zijn.
Ethers zijn veelgebruikte oplosmiddelen bij dergelijke reacties omdat ze als Lewisbase optreden en zo het organomagnesiumhalogenide door adductvorming stabiliseren. De gebruikte ether moet volledig droog (vrij van water) zijn, omdat de minste sporen water leiden tot protonering van de organometaalverbinding. In een etherische oplossing van een grignard-reagens vindt normaliter een chemisch evenwicht plaats (het Schlenk-evenwicht):
{\displaystyle \mathrm {2\ RMgX\ \rightleftharpoons \ MgX_{2}\ +\ MgR_{2}} }

### Reactiemechanisme
In werkelijkheid is de reactie complexer. De vorming van het reagens verloopt via een radicalair mechanisme, namelijk een single electron reduction. In de eerste stap wordt een elektron van magnesium overgedragen naar het antibindende moleculaire orbitaal tussen koolstof en het halogeen:
{\displaystyle \mathrm {RX\ +\ Mg\ \longrightarrow \ RX^{\cdot -}\ +\ Mg^{\cdot +}} }
Hierdoor wordt de binding sterk verzwakt en ontstaat een organisch radicaal:
{\displaystyle \mathrm {RX^{\cdot -}\ \longrightarrow \ R^{\cdot }\ +\ X^{-}} }
Het ontstane halogenide reageert met het magnesiumradicaal tot een radicalair adduct:
{\displaystyle \mathrm {X^{-}\ +\ Mg^{\cdot +}\longrightarrow \ XMg^{\cdot }} }
De laatste stap betreft de vorming van het grignard-reagens door de recombinatie van het organisch en het magnesiumhalogenide-radicaal:
{\displaystyle \mathrm {R^{\cdot }\ +\ XMg^{\cdot }\longrightarrow \ RMgX} }

### Synthese in de praktijk
Onderstaande afbeeldingen tonen de bereiding van een grignard-reagens in het laboratorium en de daaropvolgende grignard-reactie:

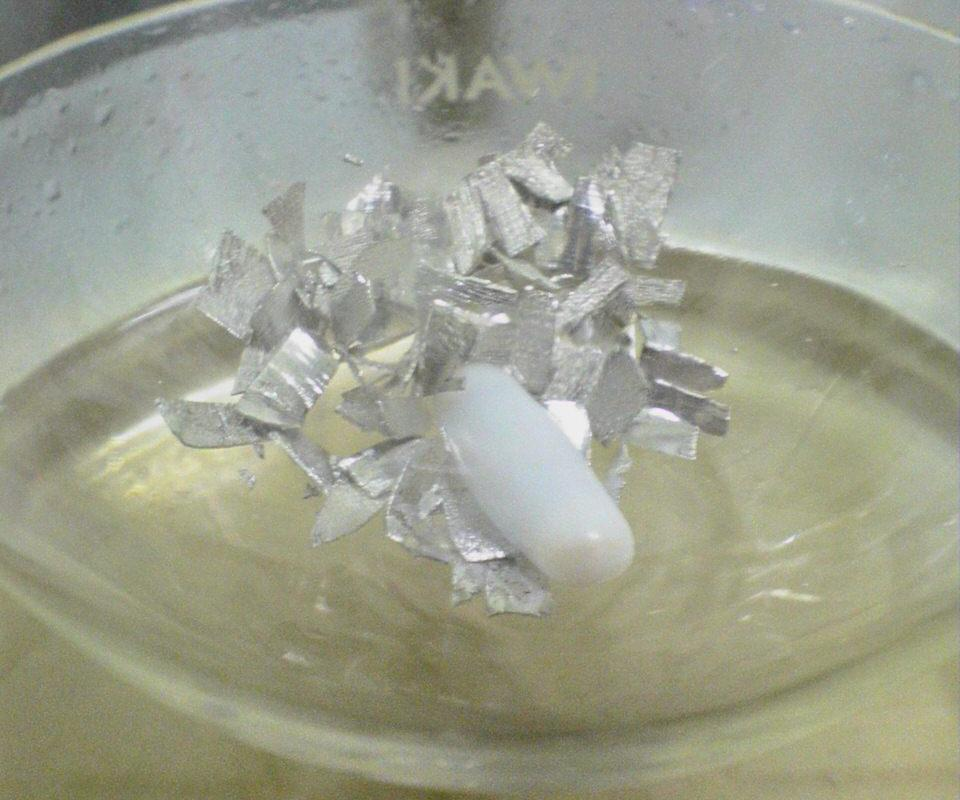
Magnesiumkrullen in een rondbodemkolf, samen met een roervlo.
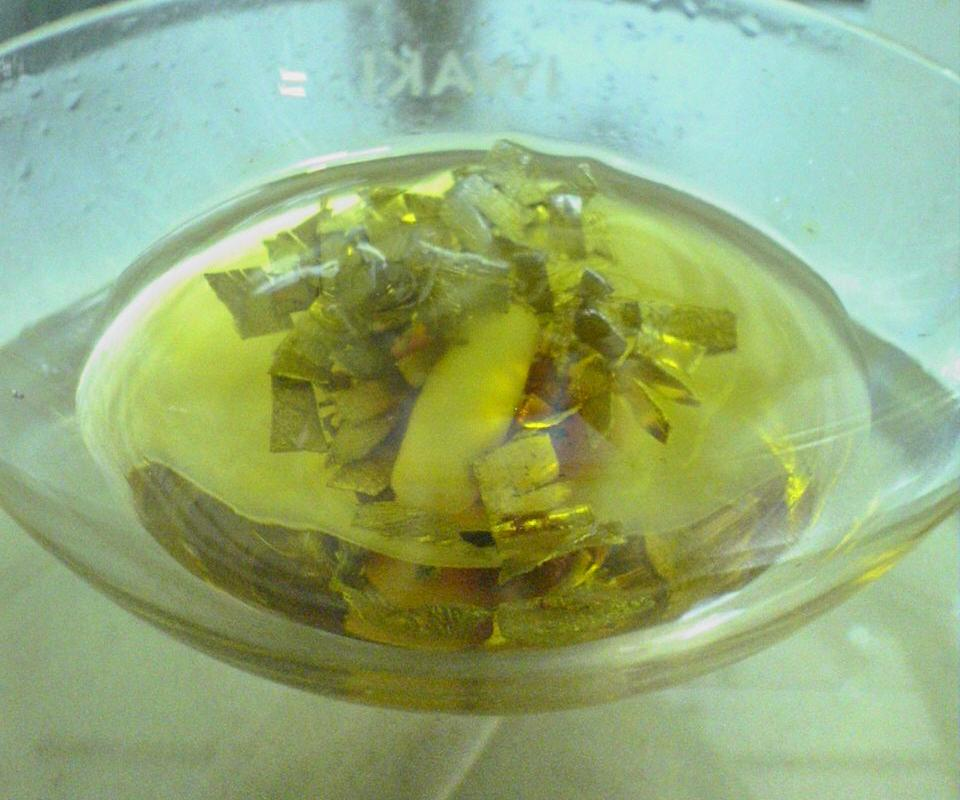
De magnesiumkrullen worden bedekt met THF en een kleine hoeveelheid di-jood wordt toegevoegd.
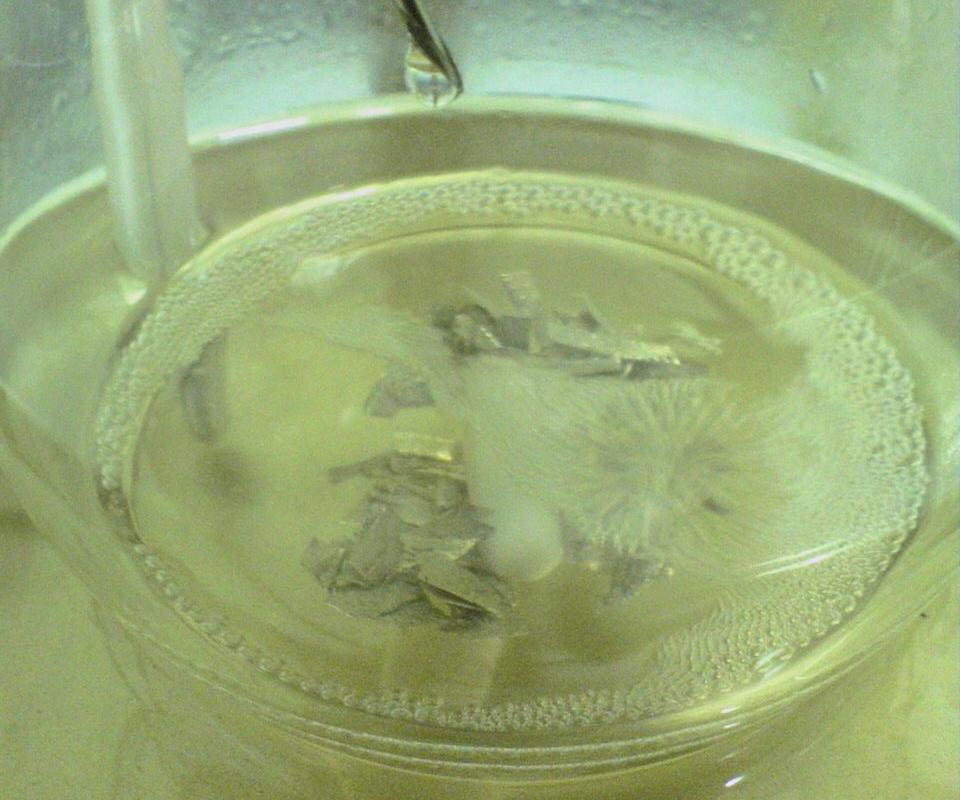
De oplossing wordt verhit en druppelsgewijs wordt een alkylbromide toegevoegd.
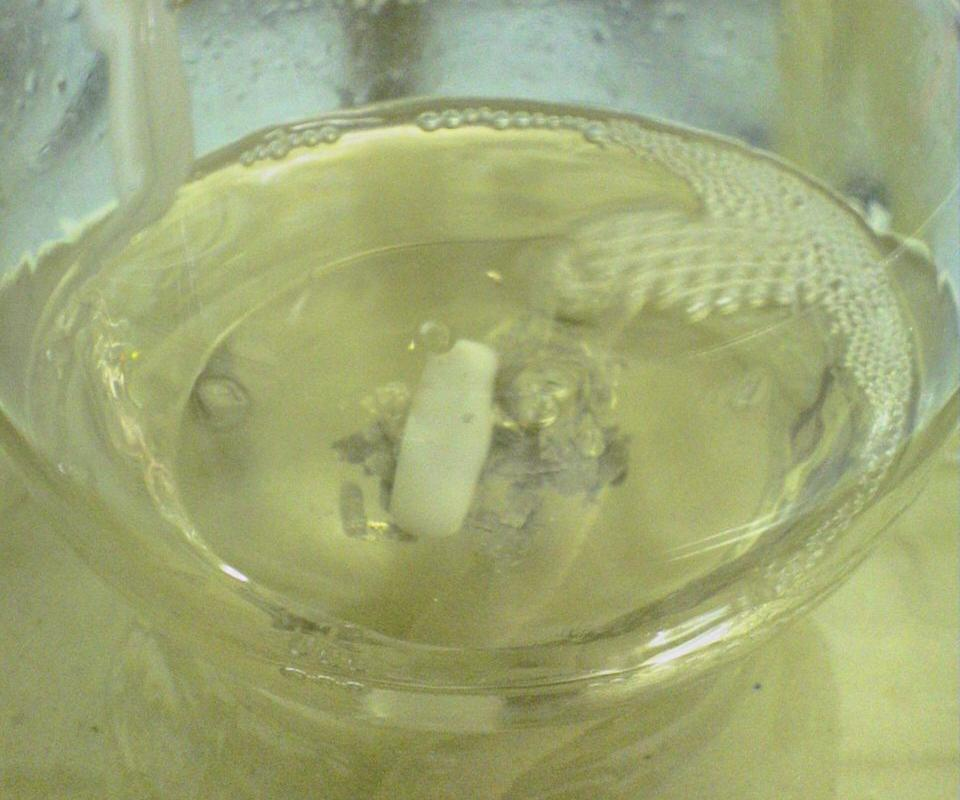
Na toevoegen wordt het mengsel verder verhit en geroerd.
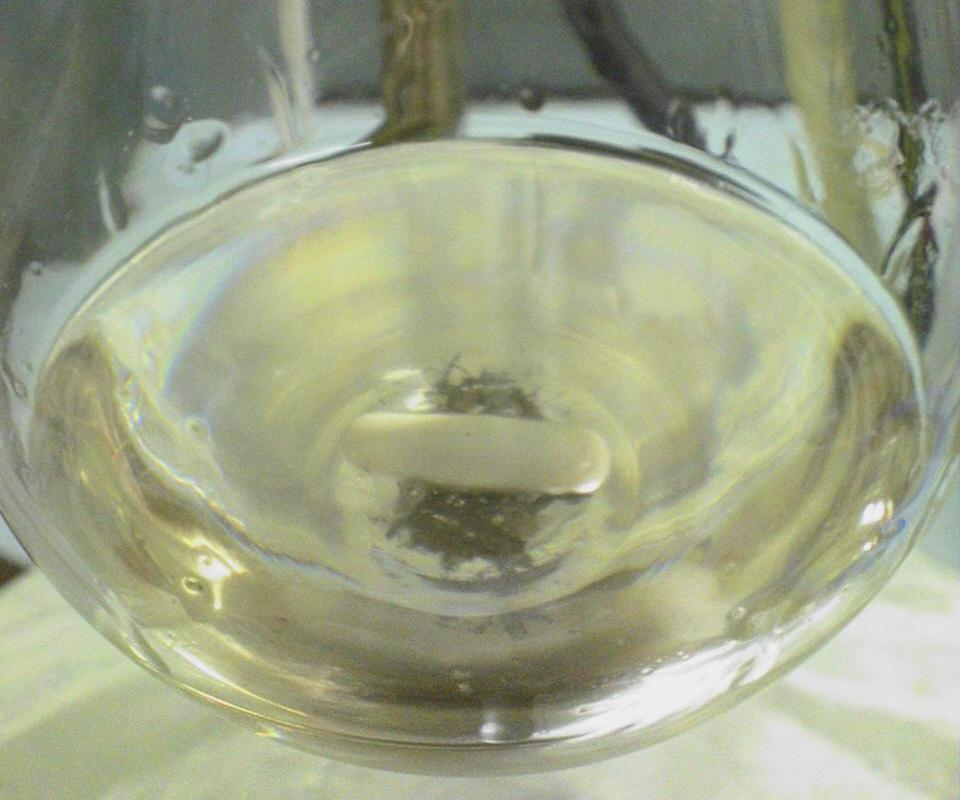
Het grignard-reagens is gevormd. Een kleine hoeveelheid magnesium blijft ongereageerd achter in de kolf.
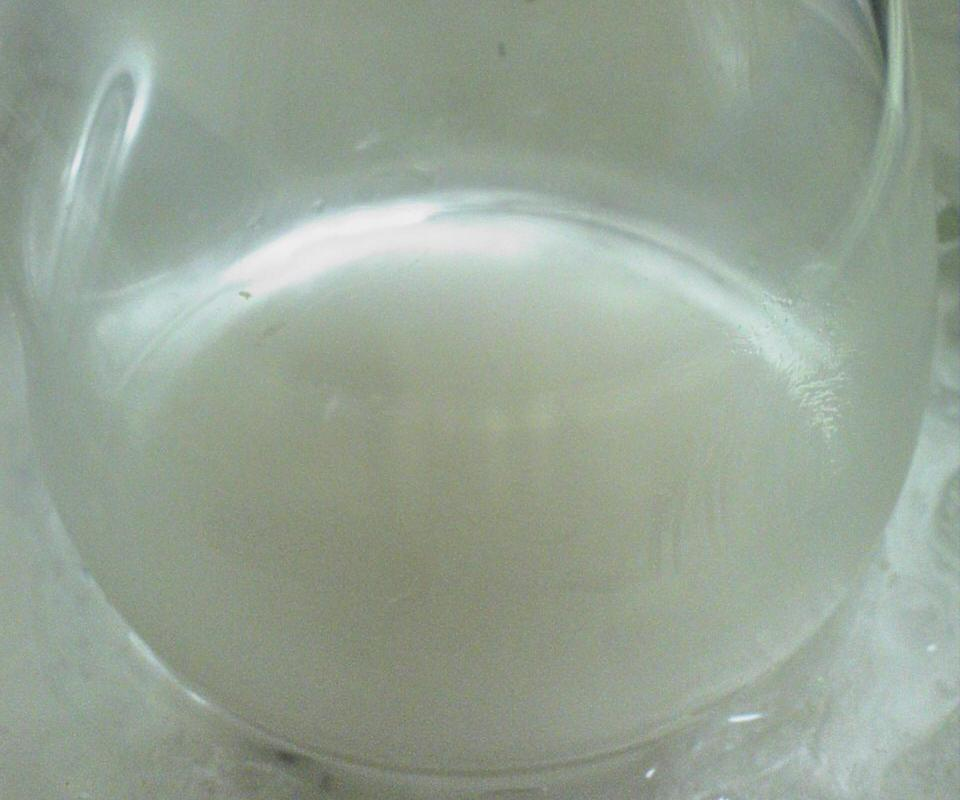
Het reagens wordt afgekoeld tot 0 °C en slaat neer voordat de carbonylverbinding wordt toegevoegd.
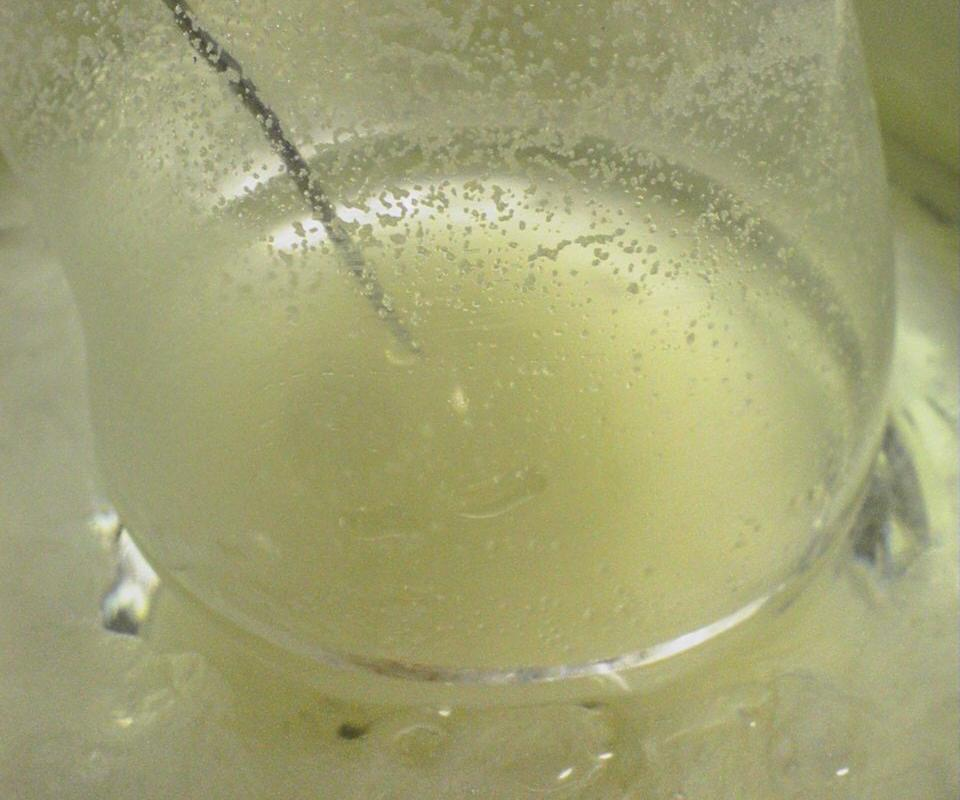
Een oplossing van een carbonylverbinding wordt toegevoegd en de eigenlijke grignard-reactie vindt plaats.
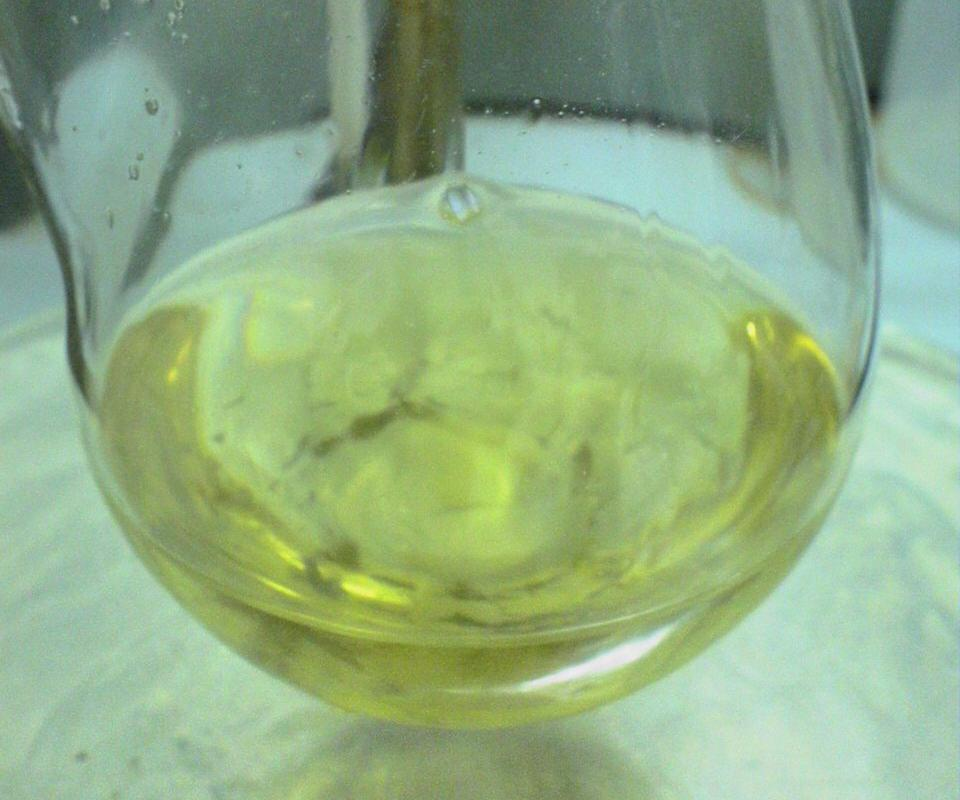
De oplossing wordt verwarmd tot kamertemperatuur (ongeveer 25 °C) totdat de reactie afgelopen is.

## Structuur van het grignard-reagens
De structuur van de aanwezige R-groep in het organisch halogenide kan enorm variëren. De enige voorwaarde is dat er geen zure waterstofatomen in aanwezig zijn: aminen, amiden en alcoholen zijn dus ongeschikt. Alkyl-, alkenyl-, alkynyl- en arylgroepen wordt het vaakst gebruikt.
Het halogeen kan, in rangorde van reactiviteit, jood (meest reactief), broom of chloor (minst reactief) zijn. Fluor wordt als halogeen nauwelijks gebruikt in de grignard-reactie vanwege de geringe reactiviteit met magnesium.

## Reacties
Naast de klassieke grignard-reactie kunnen grignard-reagentia ook andere reacties ondergaan.

### Oxidatie
De oxidatie van een grignard-reagens met zuurstof leidt tot de vorming van een peroxidecomplex met magnesium. Hydrolyse van dit complex levert een hydroperoxide, dat na reductie met een tweede equivalent grignard-reagens omgezet wordt in een alcohol.
{\displaystyle {\begin{array}{l}{\mathsf {R{-}MgX}}\quad +\quad {\mathsf {O2}}\quad \longrightarrow \quad {\color {Red}{\mathsf {R^{\bullet }+O_{2}^{\bullet {-}}}}}\quad +\quad {\mathsf {MgX^{+}}}\longrightarrow &{\mathsf {R{-}O{-}O{-}MgX}}&+\quad {\mathsf {H_{3}O^{+}}}&\longrightarrow \quad {\mathsf {R{-}O{-}O{-}H}}&+\quad {\mathsf {HO{-}MgX+H^{+}}}\\&\quad \ \ {\Bigg \downarrow }{\mathsf {R{-}MgX}}\\&{\mathsf {R{-}O{-}MgX}}&+\quad {\mathsf {H_{3}O^{+}}}&\longrightarrow \quad {\mathsf {R{-}O{-}H}}&+\quad {\mathsf {HO{-}MgX+H^{+}}}\end{array}}}

### Nucleofiele alifatische substitutie
Grignard-reagentia treden op als nucleofielen in de nucleofiele alifatische substitutie, zoals bij de industriële productie van naproxen:

### Eliminatie
De Boord-alkeensynthese is een voorbeeld van een eliminatiereactie, waarbij een β-gehalogeneerde ether met een grignard-reagens wordt omgezet in een alkeen: